# 长尾叶越桔
长尾叶越桔（学名：Vaccinium dunalianum var. caudatifolium）为杜鹃花科越橘屬下的一个变种。

## 扩展阅读
- 維基物種上的相關：长尾叶越桔